# Катерина Бельгіка Оранська
Катерина Бельгіка Оранська (нід. Catharina Belgica van Oranje), також  Катерина Бельгіка Орансько-Нассауська (нід. Catharina Belgica van Oranje-Nassau, нім. Katharina Belgica von Oranien-Nassau), підписувалась як Катерина Бельгія (нім. Catarina Belgia), 31 липня 1578 — 12 квітня 1648) — принцеса Оранська, графиня Нассауська, донька штатгальтера Нідерландів Вільгельма I Мовчазного та французької принцеси Шарлотти де Бурбон-Монпансьє, дружина графа Ганау-Мюнценбергу Філіпа Людвіга II. Регентка Ганау-Мюнценбергу у 1612—1626 роках.
З осені 1584 року виховувалась в Арнштадті тіткою, удовіючою графинею Шварцбурзькою.  Останні роки життя провела в Гаазі.

## Біографія

### Ранні роки
Народилась 31 липня 1578 року в Антверпені. Була третьою дитиною та третьою донькою в родині штатгальтера Голандії, Зеландії та Утрехту Вільгельма I Мовчазного та його третьої дружини Шарлотти де Бурбон-Монпансьє. Хрещеною матір'ю новонародженої стала її тітка, графиня-консорт Шварцбургу Катерина Нассау-Ділленбурзька, на честь якої і назвали дівчинку, друге ім'я Бельгіка було відсиланням до проводимої політики єдності. Батьки використовувала імена доньок, аби зміцнити відносини з південними провінціями.  Мала рідних старших сестер Луїзу Юліану й Єлизавету та молодших — Шарлотту Фландріну, Шарлотту Брабантіну й Емілію Антверпіану, а також п'ятьох старших єдинокровних сиблінгів від попередніх союзів Вільгельма І. Свідками хрещення принцес були депутати тих місць і районів, на честь яких були названі дівчатка. Принцесам було також призначено ренту з різних штатів у розмірі від двох до трьох тисяч фунтів. Втім, у випадку з Катериною Бельгікою Генеральні штати лише частково відгукнулися на запрошення принца виступити свідками хрещення: ряд південних провінцій відмовився бути присутнім на «єретичній церемонії», оскільки принцесу хрестили за протестантським звичаєм.

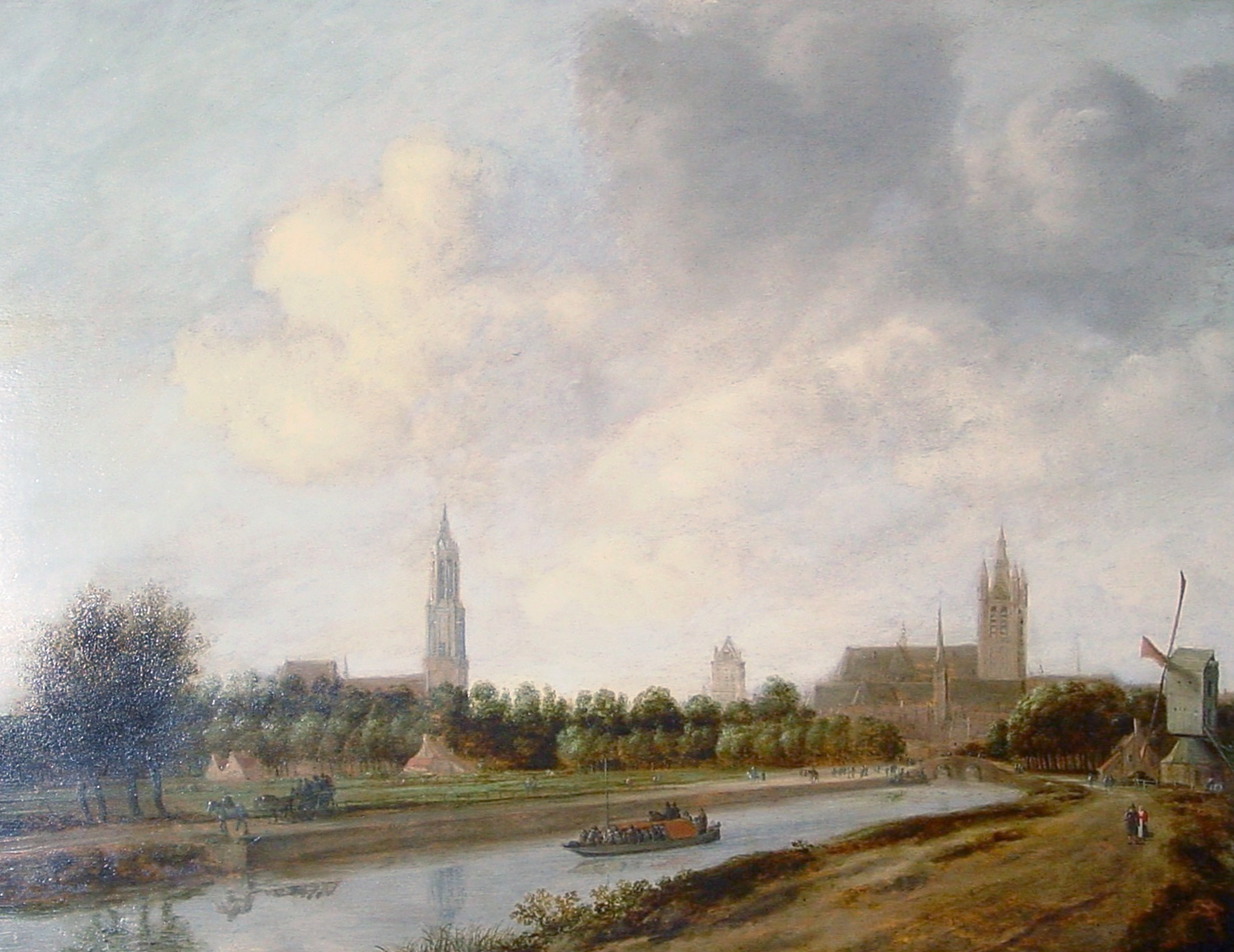
Вид на Делфт

Подружнє життя батьків було щасливим, що сприяло популярності штатгальтера. Їхній шлюб був укладений через кохання. Матір була відомою як добра, благочесна, безкорислива та побожна жінка, яка у всьому підтримувала свого чоловіка, у тому числі в його революційній діяльності. Мешкало сімейство, в основному, в Антверпені.
В рамках серії портретів княжої сім'ї маленьку Катерину зобразив в Антверпені близько 1580 року Даніель ван ден Квіборн. Замовником був граф Гюнтер  Шварцбурзький, чоловік її хрещеної матері, який бажав отримати портрети для своєї резиденції в Арнштадті.
Після замаху на Вільгельма Оранського у березні 1582 року, дружина віддано доглядала його до виснаження власних сил й померла від пневмонії у травні того ж року, в той час як чоловік видужав після поранення. Катерині тоді виповнилося 3 роки. Певний час про неї та сестер турбувалася єдинокровна сестра Марія. Фландріну у вересні того ж року передали на виховання до Франції у родину Монпасьє.
Наступної весни батько узяв четвертий шлюб із Луїзою де Коліньї, яка народила йому сина Фредеріка Гендріка. Мачуху змальовували як красиву, розумну, набожну та миролюбну жінку, яка добре ставилася до дітей. Падчірок вона називала «petit peuple» — «маленькі люди». Сім'я мешкала у Дворі Принца в Делфті як звичайні бюргери. У липні 1584 року штатгальтер загинув у результаті чергового замаху.

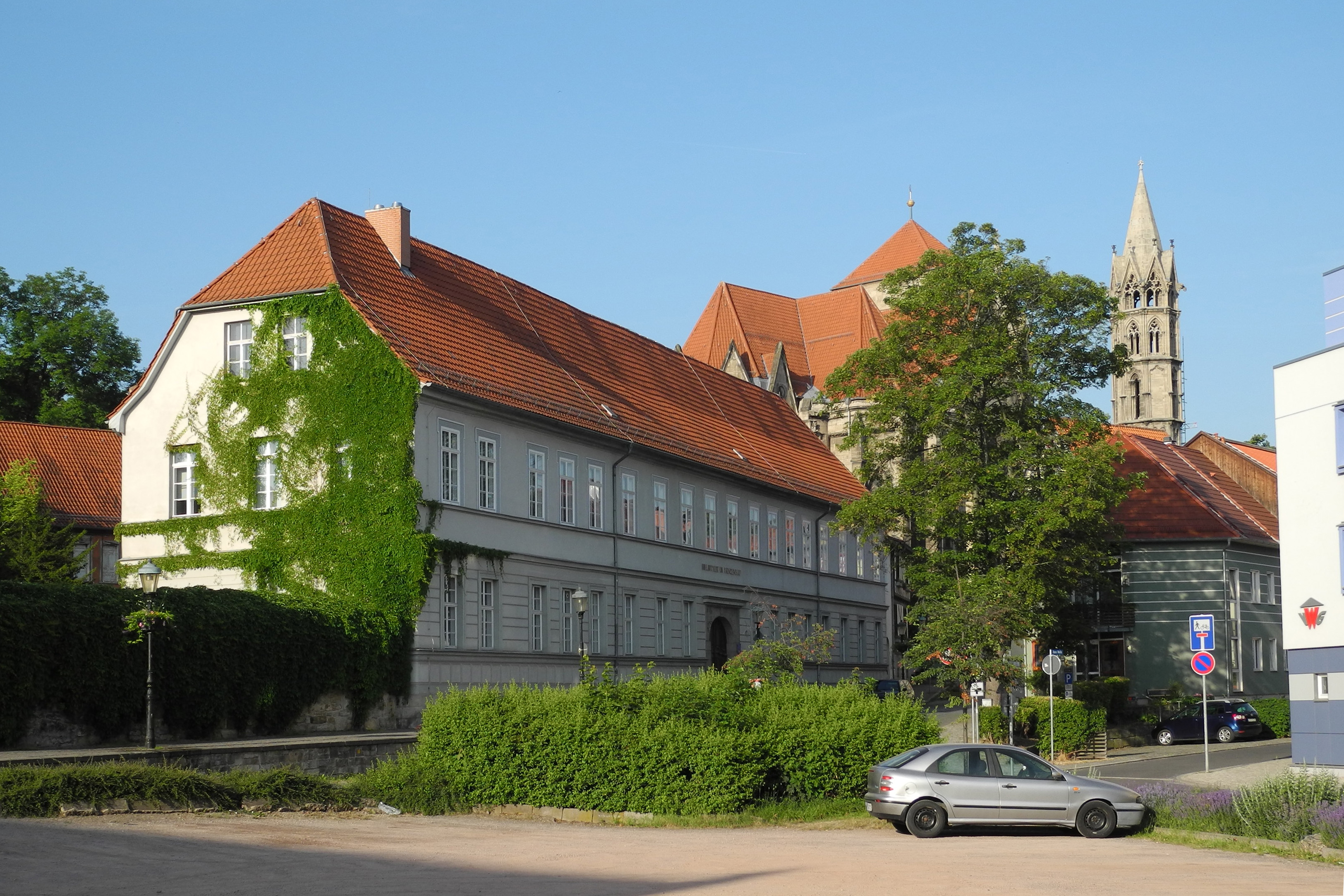
Княжий двір в Арнштадті

Принцеси Оранські перейшли під опіку мачухи. Перший час сімейство залишалось у Дворі Принца. Восени 1584 року Катерину Бельгіку забрала до себе тітка Катерина, яка до того часу вже овдовіла. Оскільки вони із чоловіком власних дітей не мали, Арнштадтські землі відійшли до брата покійного графа, Йоганна Гюнтера I, та стали частиною Шварцбург-Зондерсгаузену. Добрих відносин із діверем хрещена матір дівчинки не мала, і навіть судилася за право забрати гобелени до своєї нової резиденції, у чому їй було відмовлено. Разом з тим, багато займалася благодійністю.
Катерина Бельгіка надалі мешкала разом з тіткою в її удовиній резиденції в Арнштадті. Зовсім новий замок із садом був зведений на Нижньому Ринку на місті колишнього бенедиктинського монастиря. Мозаїчні підлоги, ліпні стелі та колона збереглися й дотепер. Дівчинка мала добрі стосунки із графинею, зіставні з відносинами доньки та матері, а також підтримувала з нею постійний контакт пізніше. У своїх листах Катерина Нассауська скаржилася згодом, як важко бути самотньою вдовою в Арнштадті. Також вона зробила принцесу Оранську своєю основною спадкоємицею.
Ймовірно, Катерина Бельгіка отримала гарну освіту. Її виховання однак критикувалося старшою сестрою Луїзою Юліаною, скільки проходило в лютеранському дусі. Втім, принцесу це хвилювало менше, ніж католицтво іншої сестри, Шарлотти Фландріни, яку родичі вивезли до Франції. В
листі до дядька Йоганна Луїза Юліана писала: «Хоча лютеранське вчення — не єдина та справжня віра, якби можна було видати Катерину заміж за правильну людину, можна було б навчити її істинної релігії, і я не вірю, що вона була б занадто впертою». Зрештою, Йоганн Нассау-Ділленбурзький влаштував шлюб небоги зі своїм вихованцем, графом Ганау-Мюнценбергу.

### Шлюб та діти
У 18 років Катерина Бельгіка стала дружиною 19-річного графа Ганау-Мюнценбергу Філіпа Людвіга II, палкого кальвініста. Вінчання пройшло 23 жовтня 1596 в замку Ділленбурга, звідки походила родина нареченої. Її тітка Катерина підписала свідоцтво про шлюб як свідок. Генеральні Штати дарували принцесі з приводу весілля 20 000 гульденів. Наречений доводився дівчині небожем. Він був освіченою людиною: навчався в університетах Гайдельбергу та Лейдену, здійснив три гранд-тури Європою. Через одруження був оголошений повнолітнім передчасно, однак суперечка про припинення опіки над ним тягнулася ще кілька років. 
Оселилися молодята в замку Ганау. Також мали заміський палац біля рибацького села Кессельштадт, який Філіп Людвіг велів звести для дружини, та другорядні резиденції — представницький замок Штайнау у стилі епохи Відродження та середньовічний замок на вершині пагорба поблизу Віндекену. Там і народився їхній первісток. Всього у подружжя було десятеро дітей
Графське подружжя перетворило свій двір на місце притулку для протестантських біженців, включаючи сестру Катерини Єлизавету та її чоловіка, герцога Буйонського, який, будучи лідером французьких гугенотів, зіткнувся з Генріхом IV, який став католиком і був звинувачений у державній зраді. Гугеноти, які оселилися в Ганау, заснували власний район, який був втричі більший за старе місто, і значно пожвавили економіку.
Як і кілька попередніх поколінь чоловіків у його родині, Філіп Людвіг II помер у молодому віці. Це трапилося 9 серпня 1612 року.

### Вдівство

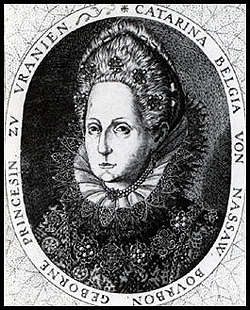
Катерина Бельгія на гравюрі невідомого майстра

Катерина Бельгіка після цього стала єдиною опікуншею їхнього сина та регентом графства. Мала репутацію конкурентоспроможної, рішучої та сміливої жінки. Хоча у неї були хороші відносини зі своїми сестрами, її ім'я рідко зустрічається в їхньому листуванні. Удовиною резиденцією графині був призначений замок Віндекен.
Під час регентства продовжувала політику модернізації та економічного розвитку, закладену її чоловіком. Підтримувала подальший прогрес Вищої державної школи. Відома своєю відданістю кальвінізму, неухильно захищати його справу. Гарантувала свободу релігії та цивільні права протестантським біженцям в Ганау та намагалася підтримати їх матеріально. Так, у 1620 році звернулася до міської ради Лейдена з проханням про фінансову підтримку церков гугенотських біженців в її районі. Чинила опір нападам курфюрста Майнца Йоганна Швейхарда фон Кронберга в своєму районі та привела Ганау в стан оборони напередодні Тридцятилітньої війни. Відмовилась відчинити ворота міста для Фердинанда II, який прямував у 1618 році до Франкфурту з великим почтом на свою імператорську коронацію.
У 1621 році іспанська та імперська армії спустошили території графства. Скарги правительки до іспанських та імперських чиновників виявились безрезультатними. Згідно голландських джерел, після окупації Ганау імперськими військами графиня із дітьми втекла до Гааги у 1622 році. Згідно німецьких — залишила країну лише у 1634 році, виїхавши до брата Фредеріка Гендріка.
Жорстокі суперечки розгорілися у Катерини Бельгіки з її сином Філіпом Моріцем після його 18-річчя, коли він досяг повноліття, оскільки вона мала правити до його 25-річчя. Спірними питаннями були розмір її удовиної пенсії, остаточний рахунок опікунства, витрати та продовження судового спору з родичем Альбрехтом , який мешкав у Шварценфельському замку та праг суверенітету, та бажання графині, засноване на заповіті Філіпа Людвіга II, про продовження правління разом із сином і після закінчення регентства. Угода, укладена в 1628 році, не змогла вирішити усіх питань. Катерина Бельгіка намагалася проігнорувати думку юридичного факультету Марбурзького університету, яка була невигідною для неї. Матір із сином навіть судилися один проти одного в Імперському камеральному суді. 
Їхнє взаємне ставлення було грубим: Філіп Моріц вигнав матір з міського палацу Ганау, але у 1629 року заплатив їй за це.
У Тридцятилітній війні юний граф кілька разів змінював сторону, спочатку підтримавши імператора, аби зберегти владу, а у 1631 році — ставши до лав шведів, які у листопаді захопили графство. Катерина Бельгіка, повернувшись,
особисто вела переговори з королем Густавом II Адольфом у 1632 році. Їй вдалося відібрати для сина території, завойовані у курфюрста Майнца, та налагодити добрі відносини зі шведським королем. Після смерті останнього продовжувала зберігати дружні зв'язки зі Швецією, у чому її підтримувала донька Амалія Елізавета.

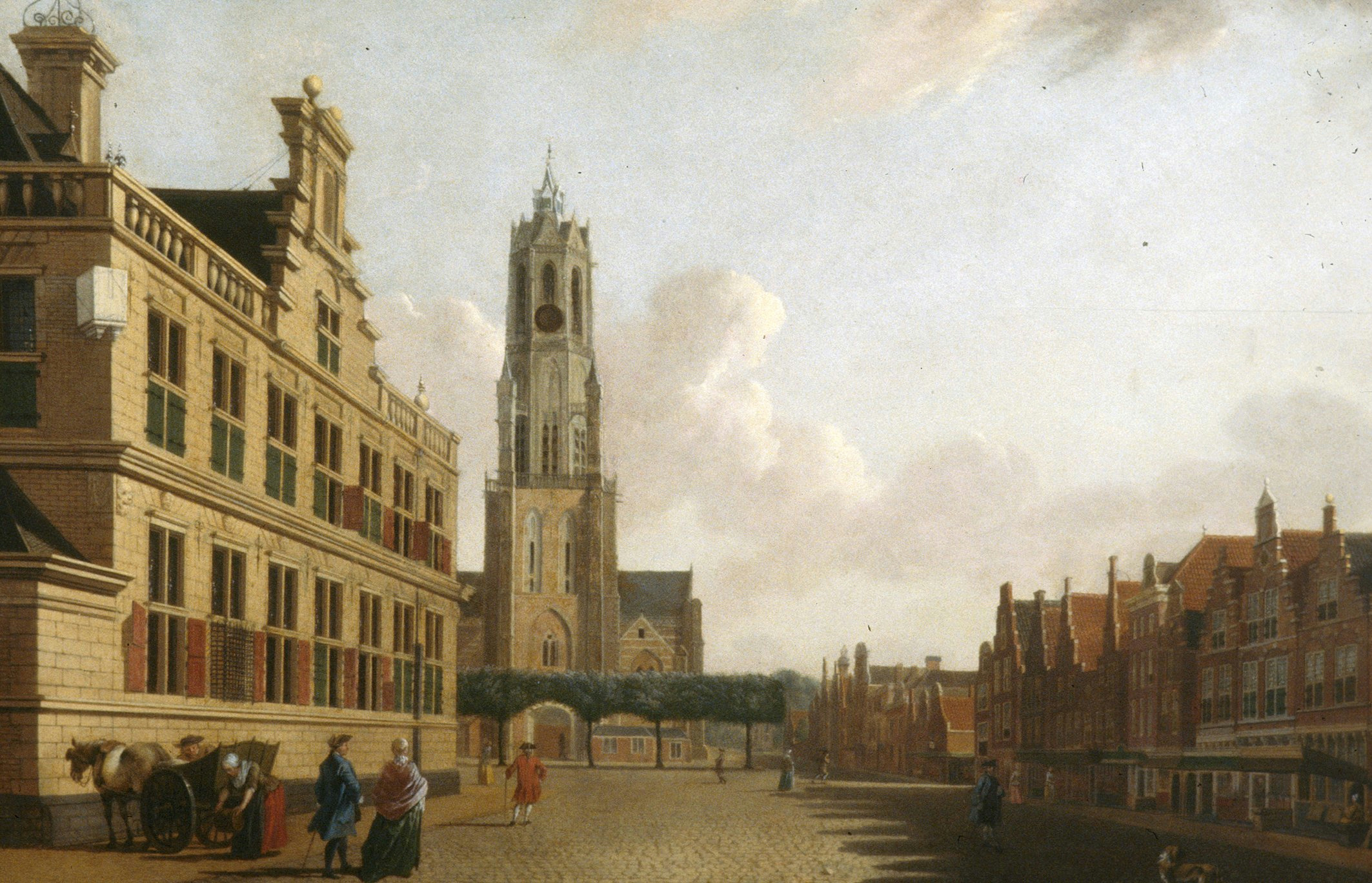
Нова церква в Делфті

Після битви при Нердлінгені 1634 року Філіп Моріц, втративши всі нові надбання, втік до Голландії, а у 1637 році — знову перейшов на сторону імператора. У серпні 1638 року він помер, залишивши графство малолітньому синові Філіпу Людвігу III. Його опікуном одноосібно стала матір Сибілла Крістіна Ангальт-Дессауська. Втім, онук Катерини Бельгіки помер у 9-річному віці в Гаазі у листопаді 1641. Ганау-Мюнценберг на сім тижнів перейшов під владу сина Альбрехта Шварценфельського Йоганна Ернста, який раптово помер від віспи. Після цього вступив у дію договір, укладений у 1610 році Філіпом Людвігом II та графом Ганау-Ліхтенбергу Йоганном Рейнхардом I, про взаємне наслідування у випадку припинення чоловічої лінії. Згідно нього, землі Ганау-Мюнценбергу відходили до Фрідріха Казимира Ганау-Ліхтенберзького, який об'єднав їх в єдине графство Ганау. У 1647 році він одружився із невісткою Катерини Бельгіки, Сибіллою Крістіною.
Сама графиня до Ганау більше не поверталася і решту життя провела в Гаазі. Там і померла незадовго до підписання Мюнстерського мирного договору, який завершив Тридцятилітню війню та Нідерландську революцію, 12 квітня 1648 року. Єдиною зі своїх сестер похована у старий крипті Нової церкви Делфту разом із батьком та мачухою.

## Родина
Чоловік — Філіп Людвіг II
Діти:

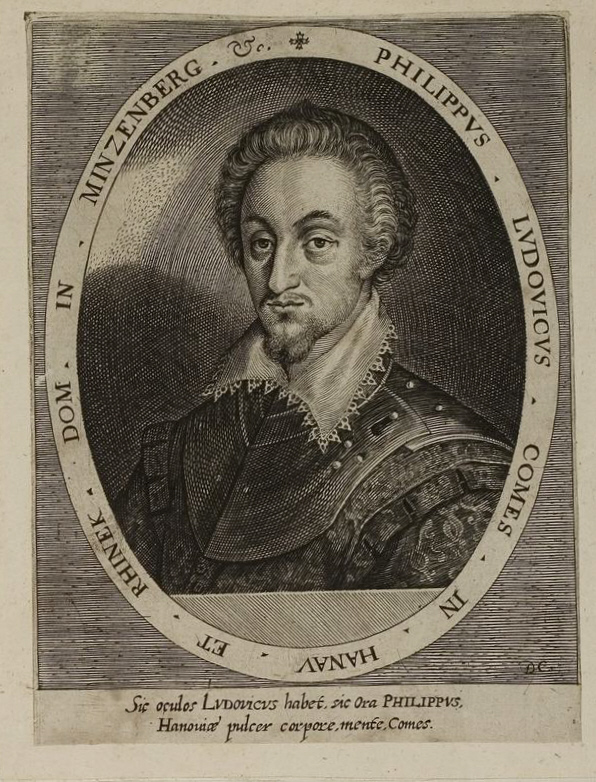
Філіп Людвіг II на гравюрі невідомого автора

- Шарлотта Луїза (1597—1649) — одружена не була, дітей не мала;
- донька (29 липня—9 серпня 1598) — прожила 12 днів, померла неохрещеною;
- Філіп Ульріх (1601—1604) — прожив 3 роки;
- Амалія Єлизавета (1602—1651) — дружина ландграфа Гессен-Касселю Вільгельма V, мала дванадцятеро дітей;
- Катерина Юліана (1604—1668) — була двічі одружена, мала четверо дітей від обох шлюбів;
- Філіп Моріц (1605—1638) — граф Ганау-Мюнценбергу у 1612—1638 роках, був одружений з Сибіллою Крістіною Ангальт-Дессауською, мав п'ятеро дітей;
- Вільгельм Рейнхард (1607—1630) — одруженим не був, дітей не мав;
- Генріх Людвіг (1609—1632) — полковник голландської армії, одруженим не був, дітей не мав, загинув у бою під час облоги Маастріхта;
- Фрідріх Людвіг (1610—1627) — одруженим не був, дітей не мав;
- Якоб Йоганн (1612—1636) — регент Ганау-Мюнценбергу у 1635 році, одруженим не був, дітей не мав, загинув у бою під час облоги Саверна.